# George Rosenthal
George Rosenthal (Hannover, 8 april 1828 - Amsterdam, 10 september 1909) was een Joods-Duits-Nederlandse bankier en filantroop.

## Biografie
Hij groeide op in Hannover, waar hij ook enige tijd bij een familielid werkte. Vervolgens vestigde hij zich in Amsterdam waar hij aanvankelijk werkzaam was bij Jacob Meyer Jacobson, een commissionair in effecten. Vervolgens begon hij voor zichzelf met de Amsterdamse bank Lippmann, Rosenthal & Co. die hij met Leo Lippmann op 1 maart 1859 had opgericht. Voorts was hij eveneens een tijdlang consul-generaal van Portugal. Vanwege zijn consulaire werkzaamheden werd hij in 1884 door de Portugese koning in de adelstand verheven en kreeg hij de adellijke titel van baron.
Ook op maatschappelijk terrein engageerde Rosenthal zich. Zo schonken hij en zijn twee zusters in 1880 de indertijd door hun vader Leser Rosenthal aangelegde bibliotheek aan de Gemeente Universiteit van Amsterdam op voorwaarde dat deze boekenverzameling naar hun vader vernoemd zou worden, wat als de Bibliotheca Rosenthaliana zijn beslag kreeg. Ook zijn vrouw Sophie Rosenthal-May zette zich in voor de verbetering van de leefomstandigheden van de Joodse gemeenschap in Amsterdam. Zij was vanaf 1879 lid van het college van regentessen van het Israëlitisch Armbestuur.
Samen richtten zij in 1888 in Amsterdam een bewaarschool op die de naam van zijn vrouw kreeg, de Sophie Rosenthal Bewaarschool. Vlak voor zijn overlijden kwam dankzij hem in 1909 het Centraal Israëlietisch Krankzinnigengesticht Het Apeldoornsche Bosch tot stand, beter bekend als Het Apeldoornsche Bosch.
Hij bewoonde Herengracht 500 en schonk, ter gelegenheid van haar huwelijk, Herengracht 476 aan een nichtje van zijn vrouw, dat hij en zijn vrouw in huis hadden genomen en als een dochter beschouwden.
Rosenthal overleed op 81-jarige leeftijd. Zijn lichaam werd naar Hamburg vervoerd voor de crematie omdat er in Nederland nog geen crematorium was. Vervolgens werd zijn as bijgezet op de Amsterdamse begraafplaats Zorgvlied.